# Ursula Ledóchowska
Ursula Ledóchowska, född 17 april 1865 i Loosdorf, död 29 maj 1939 i Rom, var en polsk romersk-katolsk nunna och grundare av Jesu lidande hjärtas ursulinsystrar år 1920. Hon vördas som helgon i Romersk-katolska kyrkan, med minnesdag den 29 maj.
Heliga Ursula Ledóchowska är begravd i Sanktuarium św. Urszuli Ledóchowskiej i Pniewy i Storpolens vojvodskap i västra Polen.
Hennes äldre syster Maria Teresa Ledóchowska (1863–1922) saligförklarades av påve Paulus VI år 1975.

## Bilder
| - Heliga Ursula Ledóchowskas sarkofag. |

### Webbkällor
- Borrelli, Antonio. ”Santa Urszula (Orsola) Ledochowska, religiosa” (på italienska). Santi e Beati. Arkiverad från originalet den 21 januari 2021. https://archive.md/jqv2A. Läst 21 januari 2021.
- ”Saint Ursula Ledochowska” (på engelska). CatholicSaints.Info. Arkiverad från originalet den 21 januari 2021. https://archive.md/JNMoh. Läst 21 januari 2021.